# Finnugor szószedet
Ezen az oldalon több finnugor nyelven láthatók olyan szavak, melyek a nyelvrokonságot mutatják be. a listán lévő szavak általában jelentésben a magyar jelentést tükrözik, ahol eltérés van, ez jelezve lesz. - Fontos megjegyezni, hogy a magyar nem azért finnugor, mert mindig finn példákat hoznak fel. Ezért van ez a táblázat is, ahol több nyelven lehet megvizsgálni a rokonságot. A szavak a finn, számi, mordvin, mari, udmurt, komi nyelvekből, az ugor nyelvekből és a magyarból vannak.
Egyéb jelölés:
- A számi itt északi számit jelent, r = Svédországban beszélt változat.
- A mordvinoknál, e = erza, m = moksa
- Az ugor nyelveknél, h = hanti, m = manysi

| Finn               | Számi             | Mordvin             | Mari                       | Udmurt                | Komi                  | Ugor                       | Magyar          |
| ------------------ | ----------------- | ------------------- | -------------------------- | --------------------- | --------------------- | -------------------------- | --------------- |
| aja(a) "vezet"     | vuodj(it) "vezet" |                     |                            | ujı(nı)               | voj(nı) "szökik’      | (m) aj- "elfut"            |                 |
| anta(a)            | vuovd(it) "elad"  | (e) and(oms) "etet" | omδ(aš) "tele van" (utare) | udı(nı) "etet"        | ud(nı) "etet"         | (m) äntes "segítő, haszon" | ad              |
| jalka "talp"       | juolge "talp"     | (e) jalgo           | jol "talp"                 |                       |                       |                            | gyalog          |
| juo(da)            | juhk(at)          |                     | jü(aš)                     | juı(nı)               | ju(nı)                | (m) ɛj-                    | in(ni)          |
| jää                | jiegηa            | (e) ej              | ij                         | jë                    | ji                    | (m) ľǟη                    | jég             |
| kolme              | golbma            | (e)kolmo            | kum(ət)                    | kwiń                  | kujim                 | korəm                      | három           |
| kuusi (kuute-)     | guhtta            | (e) koto            | kut                        | kwaƭ                  | kvajt                 | (m) kat, , (m) χut         | hat             |
| kyynärä            | gardnjel          | (e) keńeŕe          | kəńer                      | gır(pum)              | gir(ǯǯa)              | (m) konəl(ōwəl)            | könyök          |
| käsi (käte-)       | giehta            | (e) keď, (m) käď    | kit                        | ki                    | ki                    | (m) kǟt, (h) köt           | kéz             |
| neljä              | njeallje          | (e) ńiľe            | nəl(ət)                    | ńıl                   | ńol                   | ńiľì                       | négy            |
| pihlaja "berkenye" |                   | (e) piźol           | pəzle                      | paleź "berkenyebogyó" | pelıś "berkenyebogyó" | (m) pičär                  | fagyal          |
| sata               | čuohti            | (m) śada            | šü&#δö                     | śu                    | śo                    | (h) sat                    | száz            |
| siili              |                   | (e) śejeľ           | šülə                       |                       |                       | (m) soule                  | sün (régen sül) |
| talvi              | dal've            | (m) ƭala            | tele                       | tol                   | tëv                   | (m) täl                    | tél             |
| veri               | varra             | ver                 | wür                        | vir                   | vir                   | (m) wür, (h) wur           | vér             |
| voi                | vuodja            | (m) vaj             | üj                         | vëj                   | vıj                   | (h) woj 'zsír'             | vaj             |
| yksi (yhte-)       | okta              | (e) vejke           | ik(te)                     | odig                  | ët                    | (m) üh                     | egy             |
| Finn               | Számi             | Mordvin             | Mari                       | Udmurt                | Komi                  | Ugor                       | Magyar          |

## Fordítás
- Ez a szócikk részben vagy egészben  a   Suomalais-ugrilainen sanasto című finn Wikipédia-szócikk ezen változatának fordításán alapul.  Az eredeti cikk szerkesztőit annak laptörténete sorolja fel. Ez a jelzés csupán a megfogalmazás eredetét és a szerzői jogokat jelzi, nem szolgál a cikkben szereplő információk forrásmegjelöléseként.